# Anne-Caroline Chausson
Anne-Caroline Chausson, née le 8 octobre 1977 à Dijon en France, treize fois championne du monde de VTT. En 2008, elle profite de l'introduction du BMX au programme olympique, pour devenir la première championne olympique de la discipline, devant sa compatriote Laëtitia Le Corguillé.
Considérée comme la plus grande descendeuse de tous les temps, elle est admise au Mountain Bike Hall of Fame en 2009,.

## Biographie
Née à Dijon le 8 octobre 1977, elle est initiée par ses deux frères au BMX dès l'age de sept ans.
À quinze ans, elle est championne de France, d'Europe et du monde de sa catégorie d'age en BMX. De 1993 à 2007, elle se consacre au VTT (Descente, 4x, Dual Slalom), où elle devient l'athlète la plus titrée de la discipline, avec notamment seize titres de championne du monde et sept victoires du classement général de la coupe du monde.
En 1997, elle se tente à la descente sur neige où elle réussira à battre le record du monde de vitesse sur neige à VTT en atteignant une vitesse de pointe de 187,990 km/h.
Le 6 janvier 2007, elle annonce sur son site internet reprendre la compétition en BMX, après treize ans d'arrêt, avec comme objectif une médaille aux Jeux de Pékin en 2008.
Elle devient la première championne olympique de l'histoire en BMX en remportant la finale disputée en une manche le 22 août 2008 devant Laëtitia Le Corguillé.
En 2009, elle remonte sur des skis en compétition pour devenir championne du monde ski de vitesse en catégorie « descente production » en ayant été flashé à 182,833 km/h. Cette reprise s'est faite après avoir déjà pratiqué la discipline de nombreuses années auparavant : elle avait en effet atteint les 192 km/h sur ses skis en 1997 lors d'un entrainement.
Anne-Caroline Chausson soutient également la Fondation du Sport : elle a pris part au programme « Bien manger, c'est bien joué ! », programme lancé en 2005 par la Fondation du Sport. Elle a participé à la réalisation de vidéos adressées aux jeunes sportifs pour leur apprendre les bases d'une alimentation adaptée à l'effort physique. Ce programme de la Fondation du Sport sensibilise également les enfants à l'importance de l'activité physique.
En juillet 2015, les médecins lui diagnostiquent un cancer des ovaires. En avril 2016, elle annonce que le cancer semble en rémission. Elle reprend la compétition lors d'une manche de l'Enduro World Series en août 2016, puis décide d'arrêter la compétition à la fin de cette saison 2016.
En 2020, elle devient Ambassad’Orres pour une durée de trois ans. Ainsi, elle représente et apporte de la notoriété au lieu Haut-Alpin des Orres.

## Palmarès

### Jeux olympiques
2008
 Médaille d'or aux Jeux olympiques de 2008 à Pékin en BMX

### Championnats du monde

#### Championnats du monde de descente
Juniors (3)
Championne du monde juniors en 1993 (Métabief, France)
Championne du monde juniors en 1994 (Vail, États-Unis)
Championne du monde juniors en 1995 (Kirchzarten, Allemagne)
Elites (9)
Championne du monde  en 1996 (Cairns, Australie)
Championne du monde  en 1997 (Château-d'Œx, Suisse)
Championne du monde  en 1998 (Mont Sainte-Anne, Canada)
Championne du monde  en 1999 (Åre, Suède)
Championne du monde  en 2000 (Sierra Nevada, Espagne)
Championne du monde  en 2001 (Vail, États-Unis)
Championne du monde  en 2002 (Kaprun, Autriche)
Championne du monde  en 2003 (Lugano, Suisse)
Championne du monde  en 2005 (Livigno, Italie)

#### Championnats du monde de dual-slalom
Elites (2)
Championne du monde  en 2000 (Sierra Nevada, Espagne)
Championne du monde  en 2001 (Vail, États-Unis)

#### Championnats du monde de 4-Cross
Elites (2)
Championne du monde  en 2002 (Kaprun, Autriche)
Championne du monde  en 2003 (Lugano, Suisse)

#### Championnats du monde de BMX
Jeunes (3)
Championne du monde de BMX en 1987, 1992 et 1993
Elites
Médaille d'argent en 2008

#### Coupe du monde d'Enduro VTT (Enduro World Series)
Elites
3 des Enduro World Series en 2013
2e des Enduro World Series en 2014

### Coupe du monde
Coupe du monde de descente (5)
- 2e en 1994 (1 manche)
- ? en 1995
- 2e en 1996 (3 manches)
- 2e en 1997 (2 manches)
- 1re en 1998 (7 manches)
- 1re en 1999 (7 manches)
- 1re en 2000 (6 manches)
- 1re en 2001 (6 manches)
- 1re en 2002 (4 manches)
- 2003 (1 manche)
- 2004 (1 manche)
- 2005 (3 manches)

Coupe du monde de dual-slalom (1)
- 1998 (1 manche)
- 1re en 2000 (7 manches)
- 2001 (1 manche)

Coupe du monde de 4-Cross (1)
- 1re en 2002 (4 manches)
- 2004 (1 manche)

## Distinctions
- Chevalier de la Légion d'honneur en 2008[14]
- UEC Hall of Fame[15]

## Vie privée
Elle a été la compagne du skieur de vitesse Philippe Billy,.